# Halimeda taenicola
Espèce
Halimeda taenicola est une espèce d'algues vertes de la famille des Halimedaceae.